# مصباح سعد مصباح
مصباح سعد مصباح من مواليد 6 نوفمبر 1979 في طرابلس, ليبيا، وهو لاعب كرة قدم ليبي يلعب حاليا لنادي الاتحاد.